# Kanton Udra

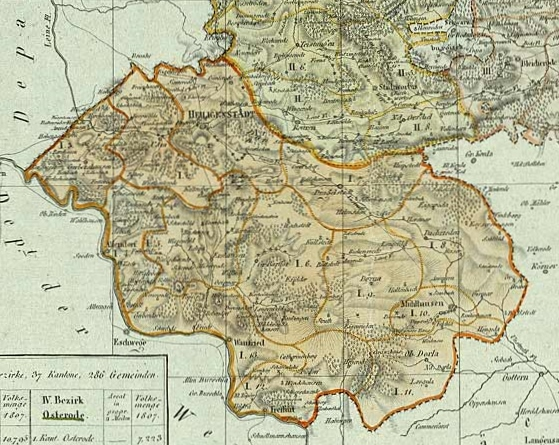
Der Kanton Uder im District Heiligenstadt

Der Kanton Udra  war eine Verwaltungseinheit im Distrikt Heiligenstadt des Departements des Harzes im napoleonischen Königreich Westphalen. Hauptort des Kantons und Sitz des Friedensgerichts war der Ort Uder (Udra)  im heutigen thüringischen Landkreis Eichsfeld. Der Kanton bestand aus 17 Orten des Obereichsfelds. Kantonmaire war Friedrich Wilhelm Alexander von Linsingen.
Zum Kanton gehörten die Ortschaften:

- Uder (Udra)
- Schönau, Rohrberg
- Freienhagen und Gänseteich
- Röhrig, Lenterode, Thalwenden, Rengelrode und Steinheuterode
- Mengelrode und Streitholz, Burgwalde, Schachtebich
- Lutter, Kalteneber, Birkenfelde